# Lorenzo Coleman
Lorenzo Coleman (Newburgh, 9 settembre 1975 – Atlanta, 24 novembre 2013) è stato un cestista statunitense, professionista nella NBDL, in Europa, Asia e Sudamerica.

## Palmarès
- Migliore nella percentuale di tiro USBL (2001)
- Migliore nella percentuale di tiro NBDL (2002)